# Good Morning, Vietnam
Good Morning, Vietnam (br: Bom Dia, Vietnã; pt: Bom Dia, Vietname) é um filme estadunidense de 1987, do género comédia dramática de guerra, dirigida por Barry Levinson.

## Sinopse
Em 1965, o DJ Adrian Cronauer é recrutado para comandar o programa de rádio das forças armadas estado-unidenses no Vietname. Irreverente, ele agrada aos soldados, mas enfurece Steven Hauk, um segundo-tenente e superior imediato de Cronauer, que tinha uma necessidade enorme de provar que era superior hierarquicamente. Movido pela inveja e ciúme, ele tenta prejudicar Cronauer, mas a sua popularidade é tal que é protegido pelos altos escalões.

## Elenco
- Robin Williams .... Adrian Cronauer
- Forest Whitaker .... recruta Edward Montesque Garlick
- Tung Tranh Tran ... Tuan
- Chintara Sukapatana .... Trinh
- Bruno Kirby .... tenente Steven Hauk
- Robert Wuhl .... sargento Marty Lee Dreiweitz
- J.T. Walsh .... sargento Phillip Dickerson ('Dick')
- Noble Willingham .... general Taylor
- Richard Edson .... recruta Abersold
- Juney Smith .... sargento Phil McPherson
- Richard Portnow .... Dan Levitan
- Floyd Vivino .... Eddie Kirk
- Cu Ba Nguyen .... Jimmy Wah

## Principais prêmios e indicações
Oscar 1988 (EUA)
- Recebeu uma indicação, na categoria de melhor ator (Robin Williams).

Globo de Ouro 1988 (EUA)
- Venceu na categoria de melhor ator - comédia / musical (Robin Williams).

BAFTA 1989 (Reino Unido)
- Recebeu duas indicações, nas categorias de melhor ator (Robin Williams) e melhor som.

American Comedy Awards 1988 (EUA)
- Robin Williams venceu na categoria de ator mais engraçado em cinema.

Political Film Society 1989 (EUA)
- Venceu na categoria Paz.